# Onosma aksoyii
Onosma aksoyii är en strävbladig växtart som beskrevs av Aytaç och Türkmen. Onosma aksoyii ingår i släktet Onosma och familjen strävbladiga växter. Inga underarter finns listade i Catalogue of Life.